# Cryptotora thamicola
Cryptotora thamicola är en art i familjen grönlingsfiskar (Balitoridae). Släktet är monotypiskt, och Cryptotora thamicola är sålunda den enda arten i släktet. Den lever endemiskt i Thailand, där den ofta återfinns i karst fyllda med sötvatten. Som vuxen blir den 2,8 cm lång.
Arten delar vattenpölarna med Schistura oedipus. Födan utgörs av organiska partiklar.
Beståndet hotas av turister som lämnar avfall i grottorna. Det påverkas även av spillvatten från jordbruksområden. IUCN listar arten som sårbar (VU).